# Łaskowice
Łaskowice – dawna podłódzka wieś, obecnie łódzkie ulice: Łaskowice oraz częściowo – Chocianowicka i Sanitariuszek. Tereny te w latach 80. zostały włączone do miasta Łodzi i obecnie stanowią najdalej na zachód wysunięty fragment Górnej.

## Położenie
Łaskowice stanowią wysunięty najbardziej na południowy zachód skrawek Łodzi i od zachodu graniczą z gminą Pabianice, a od południa z miastem Pabianice.

## Charakter dzielnicy
Prywatna wieś duchowna położona była w drugiej połowie XVI wieku w powiecie szadkowskim województwa sieradzkiego, własność krakowskiej kapituły katedralnej. 
Łaskowice mimo włączenia w obręb miasta w dużej mierze zachowały swój dawny, wiejski charakter, który widoczny jest zwłaszcza w zachodniej części osady.
Osią miejscowości jest długa na ponad półtora kilometra droga (po wcieleniu do Łodzi nosząca miano ulicy Łaskowice), po której bokach stoją typowe wiejskie zabudowania, zarówno domy jak i budynki gospodarcze. W osadzie, zwłaszcza w jej części wschodniej, geograficznie bliższej pozostałej części Łodzi, znajduje się także pewna liczba nowszych domów, zbudowanych w latach 80. i 90., mających już miejski i podmiejski charakter.
Za budynkami ciągną się pola oraz łąki, przyległe do płynącej na północ od osiedla rzeki Ner, a także niewielkie lasy. 
Część ludności nadal trudni się rolnictwem i hodowlą, stąd w Łaskowicach częstym widokiem są pasące się krowy, a nawet konie.
Wszystko to powoduje to, iż Łaskowice wyglądają bardziej jak typowa wieś – ulicówka, a nie część miasta.
W Łaskowicach mieszczą się m.in. remiza Ochotniczej Straży Pożarnej oraz kościół pw. Zesłania Ducha Świętego, którego budowę ukończono w 1995 r. Początkowo świątynia ta była kościołem filialnym, jednak odkąd 1 września 2000 r. arcybiskup łódzki Władysław Ziółek erygował parafię pw. Zesłania Ducha Św. (wchodzącą w skład Dekanatu Łódź-Ruda), kościół ten stał się siedzibą parafii.
W Łaskowicach znajduje się także stanowisko archeologiczne, będące przedmiotem badań naukowców z Uniwersytetu Łódzkiego.

## Okolica
Okolicę osady stanowią głównie pola i łąki. 
Rzeka Ner płynie na północ od Łaskowic i od zabudowań dzieli ją odległość 50-250 m.; przy wschodnim krańcu osiedla do rzeki tej wpada jej dopływ – Dobrzynka. 
Około 1-2 km. na północny wschód od osiedla znajdują się tereny łódzkiego lotniska – Portu Lotniczego im. Władysława Reymonta.

## Przynależność administracyjna
Administracyjnie Łaskowice, wraz z Charzewem i Chocianowicami tworzą Osiedle Nad Nerem, którego siedziba mieści się właśnie w Łaskowicach.
Natomiast łódzki System Informacji Miejskiej, stworzony głównie dla potrzeb oznaczania ulic, uznaje Łaskowice za samodzielne osiedle (obszar SIM).
| granica           | sąsiadujące obszary SIM           | ulice lub inne                 |
| ----------------- | --------------------------------- | ------------------------------ |
| północ            | Smulsko i Lublinek (Łódź Polesie) | Biwakowa, Sanitariuszek, Ikara |
| wschód            | Chocianowice                      | granica obrębów G-53 i G-34    |
| południe i zachód | granica administracyjna miasta    | granica administracyjna miasta |

## Historia administracyjna
Dawniej samodzielna miejscowość. Od 1867 w gminie Widzew w powiecie łaskim. Pod koniec XIX wieku Łaskowice liczyły 431 mieszkańców. W okresie międzywojennym należały do w woj. łódzkim. W 1921 roku liczba mieszkańców kolonii Łaskowice wynosiła 481, a osady młynarskiej Łaskowice – 11. 2 października 1933 utworzono gromadę Łaskowice w granicach gminy Widzew, składającą się ze wsi Łaskowice, młyna Łaskowice oraz osady Grzywienna. Podczas II wojny światowej włączone do III Rzeszy.
Po wojnie Łaskowice powróciły do powiatu łaskiego w woj. łódzkim jako jedna z 9 gromad gminy Widzew. 21 września 1953 gminę Widzew przemianowano na Ksawerów. W związku z reorganizacją administracji wiejskiej jesienią 1954, Łaskowice weszły w skład nowej gromady Łaskowice, a po jej zniesieniu 1 stycznia 1959 – do gromady Ksawerów, którą równocześnie włączono do powiatu łódzkiego w tymże województwie. W 1971 roku ludność wsi wynosiła 274.
Od 1 stycznia 1973 w gminie Ksawerów, w powiecie łódzkim. 2 lipca 1976 gminę Ksawerów zniesiono, a Łaskowice włączono do gminy Pabianice. W latach 1975–1987 miejscowość należała administracyjnie do województwa łódzkiego.
1 stycznia 1988 Łaskowice (583,32 ha) włączono do Łodzi.